# Capela Senhor Bom Jesus dos Pobres
Capela Senhor Bom Jesus dos Pobres é um templo católico fundado em 25 de fevereiro de 1652, no século XVII, localizado no município de Saubara, no interior do estado da Bahia.

## História
De acordo com documentos localizados na Santa Casa de Misericórdia de Salvador, a Capela do Senhor Bom Jesus foi fundada pelo padre Francisco de Araújo na propriedade da Fazenda Saubara, pertencentes a o desembargador Brás Fragoso.
Porém, em 9 de julho de 1650, o Padre Francisco de Araújo doou a Fazenda Saubara à Santa Casa de Misericórdia com a condição da mesma levar avante uma questão judicial que ele tinha com os Padres Jesuítas do Colégio de Santo Antão de Lisboa, e ainda a de reconstruir a Capela do Senhor Bom Jesus e de a fazer “de pedra e cal, não tendo alpendre, senão tudo incorporando em igreja”. Aceitando a doação, a Santa Casa tomou posse da Fazenda, e da Capela, em 25 de fevereiro de 1652.
Com a morte do Padre Araújo, em 20 de fevereiro de 1659, foi sepultado na capela que o mesmo construiu. Dez anos após a morte do Padre Araújo, o então responsável da Santa Casa, o Coronel Francisco Gil de Araújo (sobrinho do Padre), ali mandou colocar, na sepultura do Padre Francisco, uma lápide em pedra de lioz em homenagem ao pároco.
A capela opera até os dias atuais sendo importante ponto social em Bom Jesus dos Pobres, em Saubara.

## Tombamento
Em 10 de novembro de 1981, o prédio da igreja passou pelo processo de tombamento histórico junto ao Instituto do Patrimônio Artístico e Cultural da Bahia (IPAC), órgão estadual vinculado ao governo do Estado da Bahia responsável por garantir à preservação da memória baiana.
O tombamento foi autorizado após o decreto nº 23.398/1981, assinado pelo então governador baiano, Antônio Carlos Magalhães (PDS).